# Ziemiozorek okazały

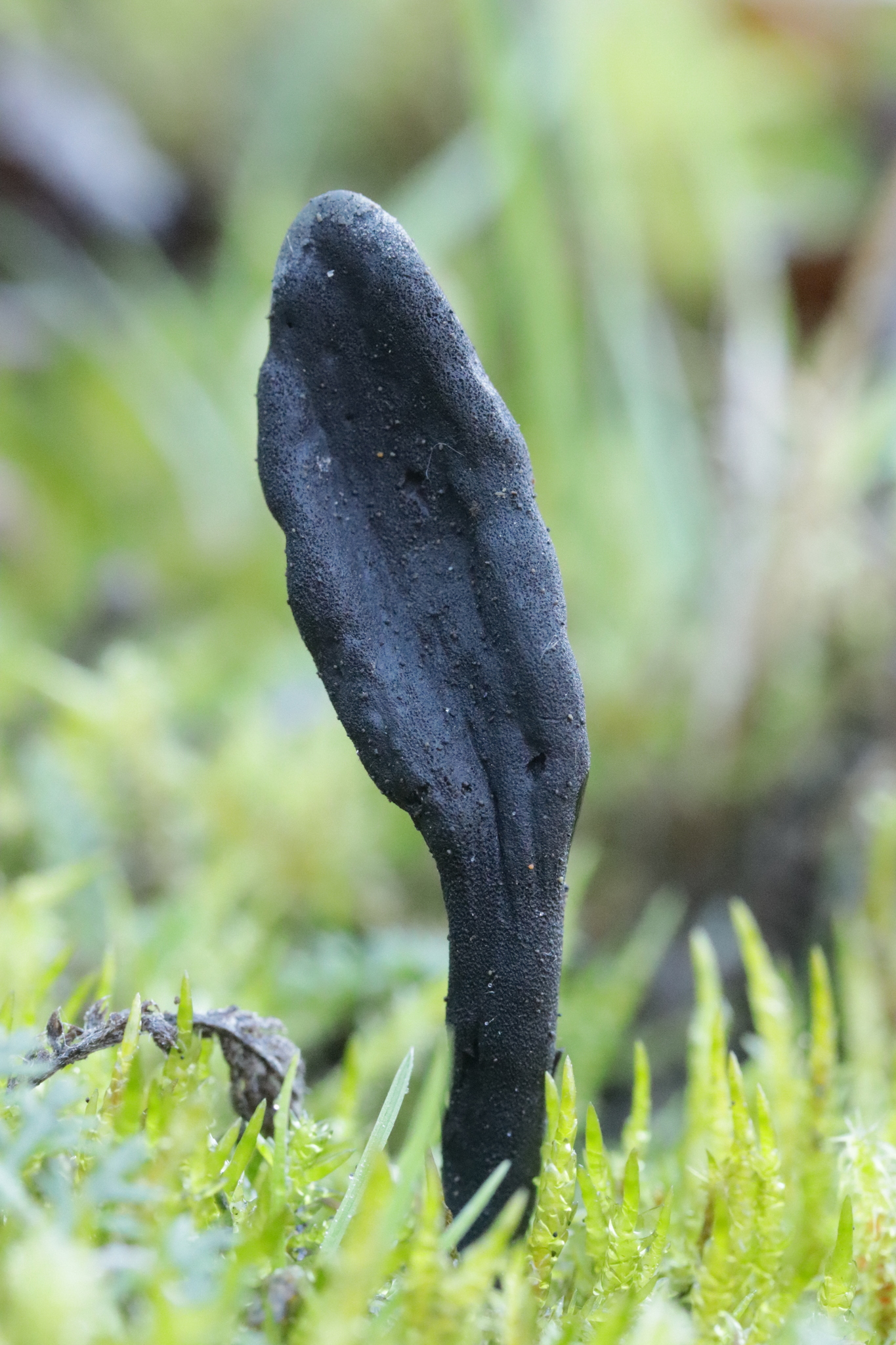

Ziemiozorek okazały (Geoglossum cookeanum Nannf. ex Minter & P.F. Cannon) – gatunek grzybów z monotypowej rodziny Geoglossaceae.

## Systematyka i nazewnictwo
Pozycja w klasyfikacji według Index Fungorum: Geoglossum, Geoglossaceae, Geoglossales, Incertae sedis, Geoglossomycetes, Pezizomycotina, Ascomycota, Fungi.
Obowiązującą diagnozę taksonomiczną podali w 2015 r. John Axel Nannfeldt, David William Minter i Paul Francis, ale gatunek ten znany był już w 1879 r. Synonimy:
- Geoglossum cookeanum Nannf. 1942
- Geoglossum glabrum var. minor Cooke 1879[2].

Polską nazwę zarekomendowała Komisja ds. Polskiego Nazewnictwa Grzybów.

## Morfologia
Owocnik
Tworzy wysmukłe, czarne podkładki o wysokości 3–7 cm i bocznie spłaszczone lub z podłużnym rowkiem. Składają się z części płodnej (główki) i cylindrycznego trzonu. Maczugowata część płodna stanowi 50–70% części podkładki i jest delikatnie szorstka.
Cechy mikroskopowe
Worki cylindryczne, 140–180 × 16–18 µm, dość grubościenne, 8-zarodnikowe. Askospory wydłużone, cylindryczne do wrzecionowatych z ostrą podstawą i zaokrąglonym wierzchołkiem, dość grubościenne, gładkie, 55–90 × 5–7 µm z wieloma przegrodami (bardzo rzadko 6-przegrodowe, ale zwykle 7-przegrodowe). Wysyp zarodników jasnobrązowy. Wstawki zebrane w osobne skupiska. Są nitkowate, o średnicy 2–3 µm i wystające nieco poza wierzchołki worka, nie zakrzywione ani nie zwinięte na wierzchołku. Ich część podstawowa jest szklista, a górne części blado do średniobrązowe z grubszymi ścianami i coraz gęściejszymi przegrodami w kierunku wierzchołków, które składają się z łańcucha napęczniałych lub jajowatych komórek o średnicy 4–6 µm.
Gatunki podobne
Od innych gatunków ziemiozorków odróżnić go można między innymi mikroskopowo, gdyż ma bardzo charakterystyczne wstawki (parafizy). Próchnilec maczugowaty (Xylaria polymorpha) nie jest podłużnie spłaszczony, jest bardziej krępy i rozwija się na próchniejącym drewnie. Włosojęzyk szorstki (Trichoglossum hirsutum) ma wyraźniejszy i drobno owłosiony trzon.

## Występowanie i siedlisko
Znane jest występowanie Geoglossum atropurpureum tylko w Europie i na Nowej Zelandii. M.A. Chmiel w 2006 r. przytacza 2 stanowiska w Polsce, w późniejszych latach znaleziono jeszcze inne stanowiska tego gatunku. Aktualne stanowiska podaje także internetowy atlas grzybów. Znajduje się w nim na liście gatunków zagrożonych, wartych objęcia ochroną.
Grzyb naziemny. Występuje na nieużytkach rolnych i na trawiastych wydmach.